# Irisine
L'irisine est une molécule hormonale produite par l'organisme et induite par l'exercice et le métabolisme.
Classée dans les myokines, elle joue un rôle d'intermédiaire entre le tissu adipeux et le tissu musculaire, et constitue une voie de recherche dans les maladies comme l'obésité, le diabète et certains cancers. Son gène est le FNDC5 situé sur le chromosome 1 humain.

## Découverte
Des chercheurs américains de l'Université Harvard qui menaient des expériences visant à identifier les mécanismes de fonctionnement de la protéine PGC1-alpha (un corégulateur de la transcription) ont identifié une nouvelle hormone en stimulant la synthèse de PGC1-alpha: l'irisine, nommée ainsi en référence à Iris, la messagère des dieux Grecs.
C'est le Pr. Bruce Spiegelman qui fait part de cette découverte le 11 janvier 2012 dans le magazine Nature.

## Action
La production d'irisine est induite par l'exercice. Elle stimule la formation d'un homologue de graisse brune.
Testée chez des souris obèses, elle provoque une augmentation des dépenses énergétiques des cellules et une diminution de l'obésité. Elle améliore également le contrôle de la glycémie.
Les scientifiques ont l'espoir de pouvoir à l'avenir produire un médicament à base d'irisine qui permettrait de diminuer l'obésité morbide sans avoir besoin de pratiquer d'efforts physiques.
D'autres perspectives d'avenir sont également envisageables pour cette hormone, notamment dans le traitement de l'obésité mais également le diabète et certains cancers.
L'irisine est naturellement présente dans le lait maternel. Son taux lacté peut être diminué chez les femmes allaitantes ayant présenté un diabète gestationnel. Source : The impact of gestational diabetes mellitus on human milk metabolic hormones : a systematic review. Suwaydi MA et al. Nutrients 2022 ; 14 : 3620. https://pubmed.ncbi.nlm.nih.gov/36079876/ (consulté le 2 avril 2023). 